# Yeliz Özel
Yeliz Özel (n. 6 martie 1980), este o jucătoare profesionistă de handbal din Turcia care joacă la Yenimahalle Belediyesi pe postul de coordonator.

## Biografie
Yeliz Özel s-a născut în capitala Turciei, Ankara. A început să joace handbal la echipe din Turcia, primul club profesionist la care a evoluat fiind PTT Türk Telekom Spor Kulübü, cu care a participat la Cupa Orașelor, în sezonul 1998-1999, și în Cupa EHF, între 2000-2001.
În 2001, Yeliz Özel s-a transferat la echipa Anadolü University S.C. din Eskişehir, alături de care, în sezonul 2001-2002, participă în puternica competiție intercluburi Liga Campionilor EHF. Özel a evoluat la acest club până în sezonul 2002-2003, când a participat cu echipa în Cupa Cupelor. În același sezon, Yeliz Özel se mută la altă echipă turcească, Üsküdar B.S.K. din Istanbul. Cu Üsküdar, Özel participă la Cupa EHF din 2002-2003 și la Cupa Cupelor, în sezonul competițional 2003-2004.
În 2004, Yeliz Özel părăsește Turcia pentru Macedonia, transferându-se la campioana acestei țări, Kometal Gjorče Petrov din Skopje. Momentul cel mai important din cariera turcoaicei a fost în 2005, când, alături de echipa macedoneană, Özel a jucat finala Ligii Campionilor, dar a pierdut ultimul act în fața danezelor de la Slagelse FH. Özel a fost a doua marcatoare a echipei sale, cu patru goluri, după vedeta Bojana Radulović, care a înscris șase goluri. În toate cele trei sezoane jucate la campioana Macedoniei, Yeliz Özel a participat la edițiile Ligii Campionilor.
În 2007, Yeliz Özel revine în țara natală, de data aceasta printr-un transfer la clubul Milli Piyango SK, alături de care joacă în edițiile Ligii Campionilor și Cupei EHF.
2008 este anul când Ioan Gavrilescu, președintele clubului Oltchim Râmnicu Vâlcea, face prima încercare de a o transfera pe Özel la echipa pe care o patronează. Transferul reușește abia în 2010, Ioan Gavrilescu declarând:
„E o jucătoare pe care am încercat să o aducem încă din 2008, este al treilea an la rînd în care deschidem negocieri și de data aceasta am reușit, după tratative care au durat două luni. O contribuție a avut și faptul că antrenorul Kovács a vorbit cu ea, după ce a pregătit-o trei ani la naționala Turciei. Reușim astfel să completăm un gol mare la linia de nouă metri creat prin plecarea Narcisei Lecușanu”—GSP.ro - 18.06.2010
Contractul semnat de Yeliz Özel cu echipa din Râmnicu Vâlcea a fost valabil un an, pentru sezonul competițional 2010-2011, și avea o clauză de prelungire. Pe 11 mai 2011, Yeliz Özel și-a prelungit cu încă un an contractul cu Oltchim.